# Барложно
Барложно (пол. Barłożno, нім. Barloschno, 1942-45: Schenkenberg) — село в Польщі, у гміні Скурч Староґардського повіту Поморського воєводства.
Населення — 736 осіб (2011).

## Демографія
Демографічна структура станом на 31 березня 2011 року:
|          | Загалом | Допрацездатний вік | Працездатний вік | Постпрацездатний вік |
| -------- | ------- | ------------------ | ---------------- | -------------------- |
| Чоловіки | 386     | 102                | 257              | 27                   |
| Жінки    | 350     | 96                 | 206              | 48                   |
| Разом    | 736     | 198                | 463              | 75                   |